# Opsion demeijerei
Opsion demeijerei är en tvåvingeart som beskrevs av Bechev 1997. Opsion demeijerei ingår i släktet Opsion och familjen svampmyggor. Inga underarter finns listade i Catalogue of Life.